# Vukovar

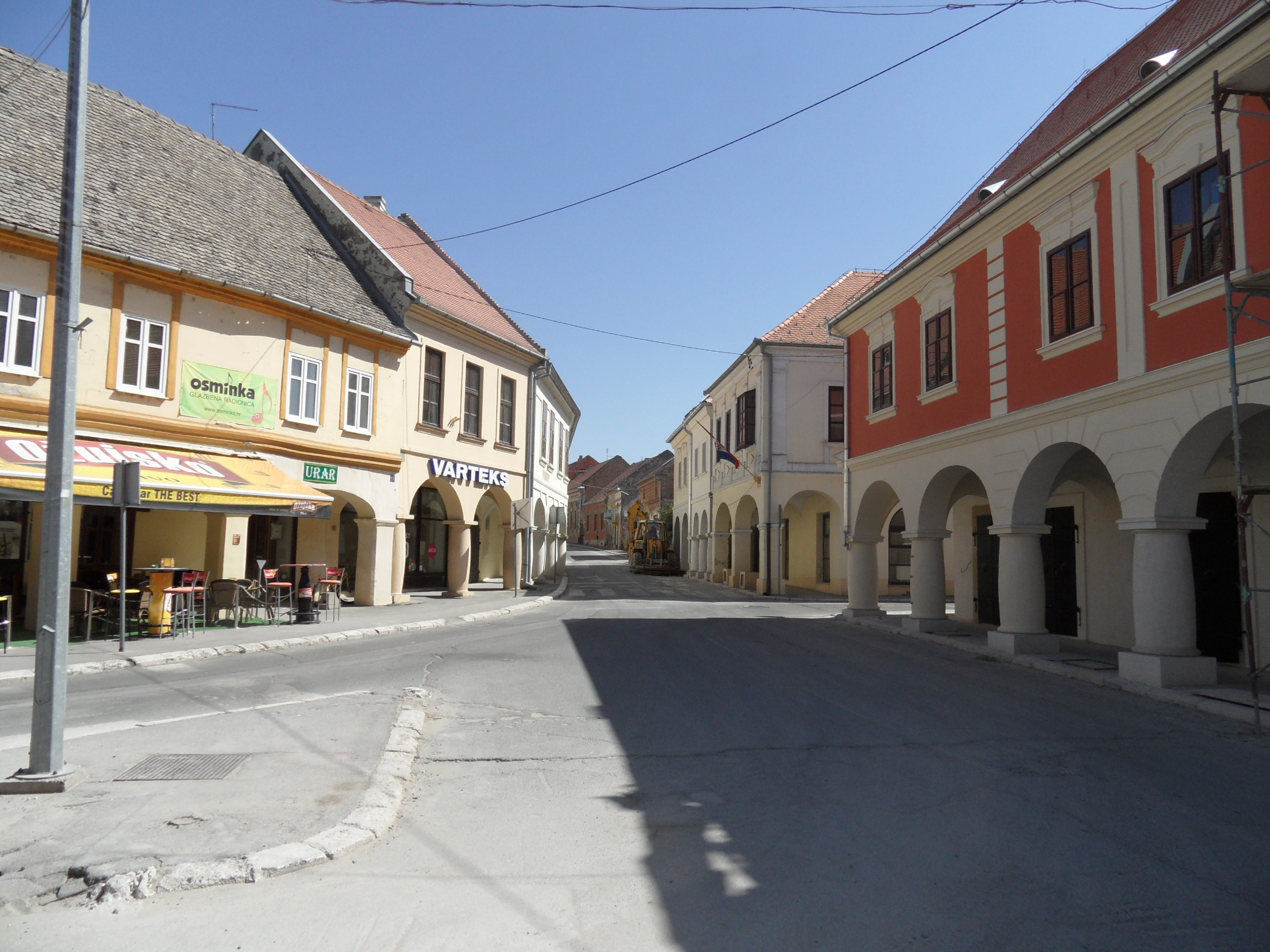
Gerestaureerde houten huizen in Vukovar

Vukovar [ˈʋukɔ.ʋâːr] (Servisch: Вуковар; Hongaars: Vukovár; Duits: Wukowar) is een stad in het oosten van Kroatië. Het is de hoofdstad van de regio Oost-Slavonië en de
provincie Vukovar-Srijem. De stad ligt op een plek waar de rivier de Vuka in de Donau stroomt en is de grootste Kroatische haven aan de Donau. In 2011 telde de gemeente 28.016 inwoners. Hiervan is 35% Servier volgens de laatste volkstelling.
De regio Oost-Slavonië, aan de grens met Servië, was het gebied met de hevigste gevechten tijdens de Kroatische Onafhankelijkheidsoorlog van 1991 tot 1995. Bij de Servische belegering en de Slag om Vukovar werd de stad voor een groot deel verwoest. Na de verovering door het Joegoslavische Volksleger op 18 november 1991 bleef Vukovar in Servische handen tot het einde van de oorlog. Daarna werd de stad bestuurd door de Verenigde Naties, tot ze op 15 januari 1998 werd teruggegeven aan het inmiddels onafhankelijke Kroatië.
De naam van de stad is een samentrekking van het Slavische vuk (wolf) en het Hongaarse vár (burcht).